# Kawakatsu Hiroyasu
Hiroyasu Kawakatsu (sinh ngày 19 tháng 9 năm 1975) là một cầu thủ bóng đá người Nhật Bản.

## Sự nghiệp câu lạc bộ
Hiroyasu Kawakatsu đã từng chơi cho Kyoto Purple Sanga.